# Snooky Pryor
James Edward 'Snooky' Pryor (Lambert (Mississippi), 15 september 1919 of 1921 – Cape Girardeau, 18 oktober 2006) was een Amerikaanse blueszanger en -mondharmonicaspeler.

## Biografie
Pryor werd geboren in Lambert, Mississippi. Hij ontwikkelde een countrybluesstijl, beïnvloed door Sonny Boy Williamson I (John Lee Williamson) en Sonny Boy Williamson II (Aleck Ford 'Rice' Miller). Halverwege de jaren 1930, in en rond Vance, Mississippi, speelde Pryor in geïmproviseerde bijeenkomsten van drie of vier mondharmonicaspelers, waaronder Jimmy Rogers, die toen in de buurt woonde en nog geen gitaar wilde spelen. Pryor verhuisde rond 1940 naar Chicago. Terwijl hij in het Amerikaanse leger diende, blies hij bugel door een PA-systeem, wat hem ertoe bracht op deze manier te experimenteren met het spelen van de mondharmonica. Na ontslag uit het leger in 1945, verkreeg hij zijn eigen versterker en begon hij buiten harmonica te spelen op de Maxwell Street Market en werd hij een vaste waarde in het bluescircuit van Chicago.
Pryor nam een aantal van de eerste naoorlogse Chicago-blues op in 1948, waaronder Telephone Blues en Snooky & Moody's Boogie, met de gitarist Moody Jones en Stockyard Blues en Keep What You Got met zanger en gitarist Floyd Jones. Snooky & Moody's Boogie is van aanzienlijk historisch belang: Pryor beweerde dat de mondharmonicavirtuoos Little Walter de kenmerkende riff van het lied van Pryor rechtstreeks kopieerde in de eerste acht maten van zijn bluesharmonica-instrumental Juke, een r&b-hit in 1952. In de jaren 1950 toerde Pryor regelmatig in het zuiden. In 1967 verhuisde Pryor naar Ullin, Illinois. Hij stopte met muziek en werkte eind jaren 1960 als timmerman, maar werd overgehaald om een comeback te maken. Bluesfans bliezen later de interesse in zijn muziek nieuw leven in en hij hervatte af en toe het opnemen tot zijn dood in het nabijgelegen Cape Girardeau, Missouri.
In januari 1973 trad hij op naast Homesick James met de American Blues Legends-tournee, die door heel Europa speelde. Tijdens deze tournee namen ze het album Homesick James & Snooky Pryor op in Londen, voor Big Bear Records van Jim Simpson. Enkele van zijn bekendere nummers zijn Judgement Day (1956), Crazy 'Bout My Baby (uit Snooky, 1989), Where Did You Learn to Shake It Like That (uit Tenth Anniversary Anthology, 1989), en Shake My Hand (1999). Pryors zoon Richard 'Rip Lee' Pryor is ook een bluesmuzikant en treedt op in en rond zijn geboorteplaats Carbondale (Illinois).

## Overlijden
Snooky Pryor overleed in oktober 2006 op 85- of 87-jarige leeftijd.

## Discografie

### Singles
- 1948: Boogie/Telephone Blues (Planet)
- 1956: Someone to Love Me/Judgement Day (Vee Jay Records)

### Albums
- 1970: Snooky Pryor (Flyright Records)
- 1973: Homesick James & Snooky Pryor (Virgin Records)
- 1973: Do It If You Want To (ABC Records)
- 1989: Snooky (Blind Pig Records)
- 1991: Snooky Pryor (Paula Records)
- 1991: Johnny Shines and Snooky Pryor: Back to the Country (Blind Pig Records)
- 1992: Snooky Pryor: Too Cool to Move (Antone's Records)
- 1994: In This Mess Up to My Chest (Antone's Records)
- 1996: Mind Your Own Business (Antone's Records)
- 1999: Snooky Pryor: Shake My Hand (Blind Pig Records)
- 2000: Double Shot!, Snooky Pryor en Mel Brown (Electro-Fi Records)
- 2001: Super Harps II, met Carey Bell, Lazy Lester, Raful Neal (Telarc Records)
- 2002: Snooky Pryor and His Mississippi Wrecking Crew (Electro-Fi Records)
- 2003: Mojo Ramble (Electro-Fi Records)

- Bibliothèque nationale de France: cb13898712p (data)
- Gemeinsame Normdatei: 134489357
- International Standard Name Identifier: 0000 0003 6859 0302
- Library of Congress Control Number: n91094366
- MusicBrainz: f1027a6e-4a7b-465b-814d-a93a1941ed1e
- Système universitaire de documentation: 088779858
- Virtual International Authority File: 2657469
- WorldCat: E39PBJw4y3x4k39xDQQWTYVDMP